# L’ultimo padrino
L’ultimo padrino ist ein zweiteiliger Fernsehfilm von Marco Risi aus dem Jahr 2008 über die letzten Jahre des Oberhaupts der sizilianischen Cosa Nostra, Bernardo Provenzano, und seiner Flucht vor der italienischen Strafverfolgung.

## Handlung
Der Mafioso Bernardo Provenzano ist heute der Kopf der sizilianischen Mafia, der sich zusammen mit Salvatore „Totò“ Riina gewaltsam an die Spitze der Organisation kämpfte. Roberto Sanna hingegen ist ein äußerst engagierter Mitarbeiter einer Polizeistelle, der mit allen verfügbaren Mitteln versucht, den flüchtigen Provenzano aufzuspüren und zu verhaften. Der in die Jahre gekommene „Boss der Bosse“ versucht stets aus einem Leben im Untergrund heraus alle Mafia-Familien im Einklang zu behalten und drohende Kriege zu vermeiden, während er mit gesundheitlichen Problemen und der Strafverfolgung von der Polizei zu kämpfen hat.

## Entwicklung
Der zweiteilige, von „Taodue“ produzierte Fernsehfilm wurde am 13. Januar 2008 erstmals in Italien ausgestrahlt.